# Trennschleifer

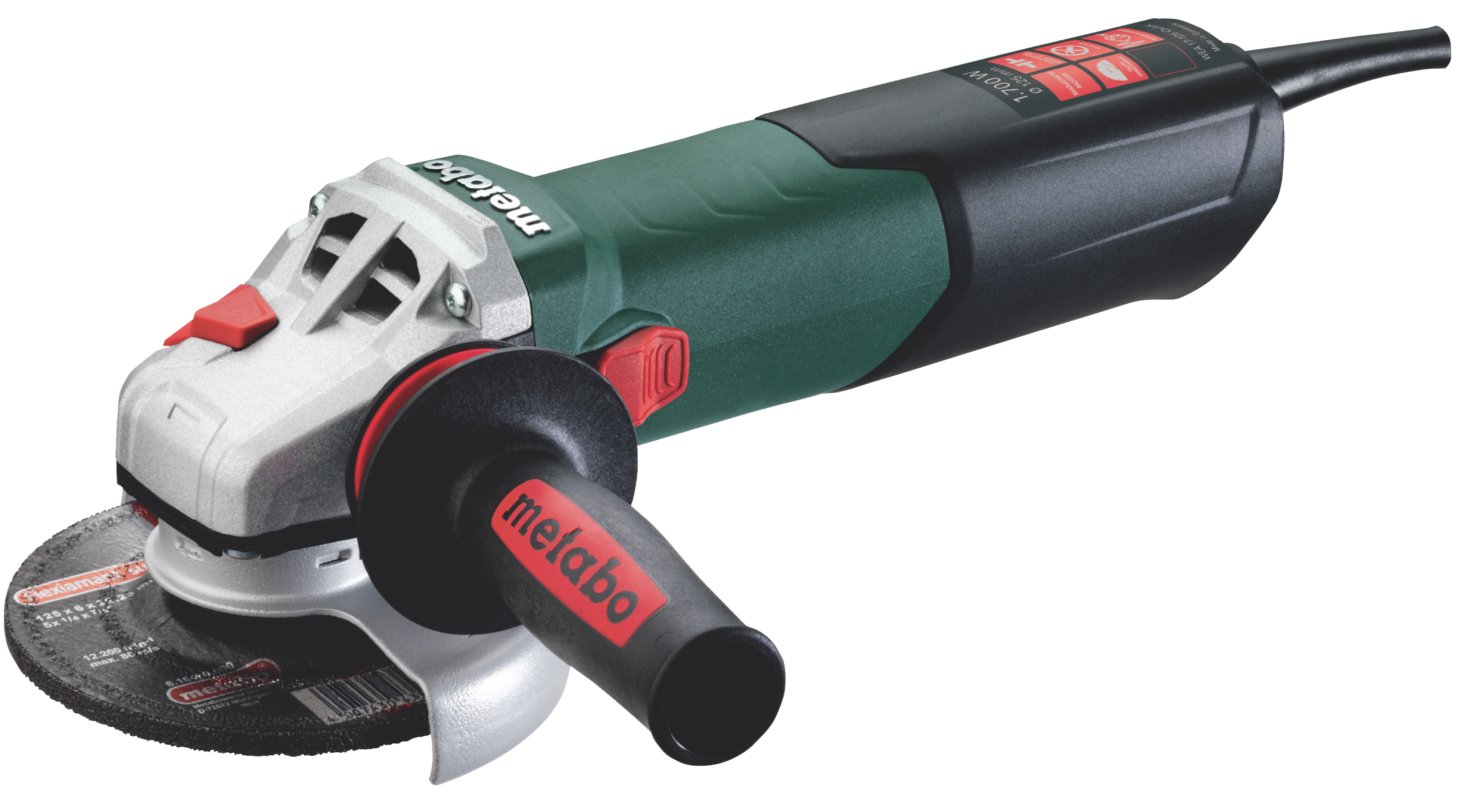
Elektrischer Winkelschleifer

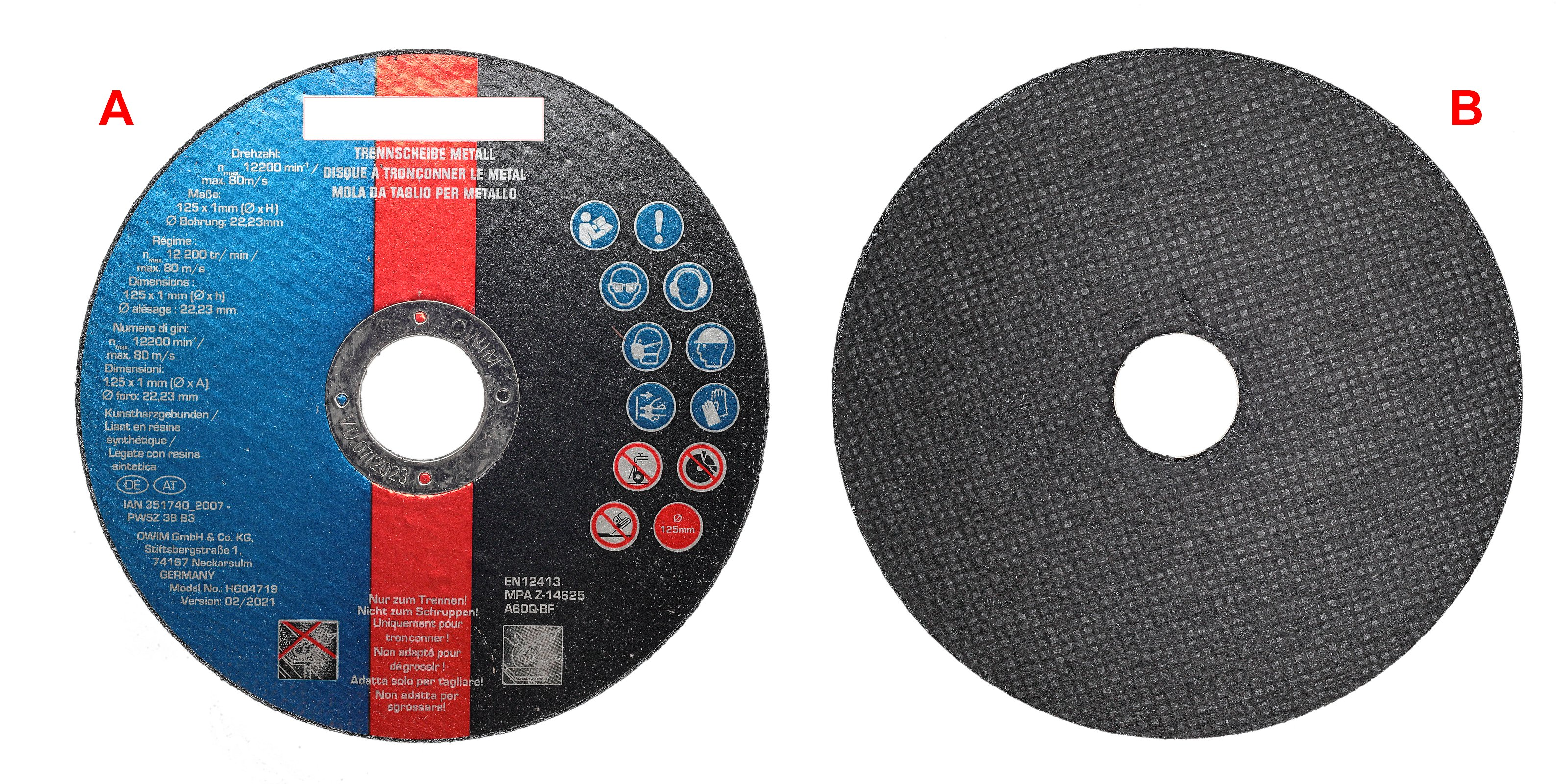
Trennscheibe für Metall, ⌀ 125 mm (für M14-Anschluss)

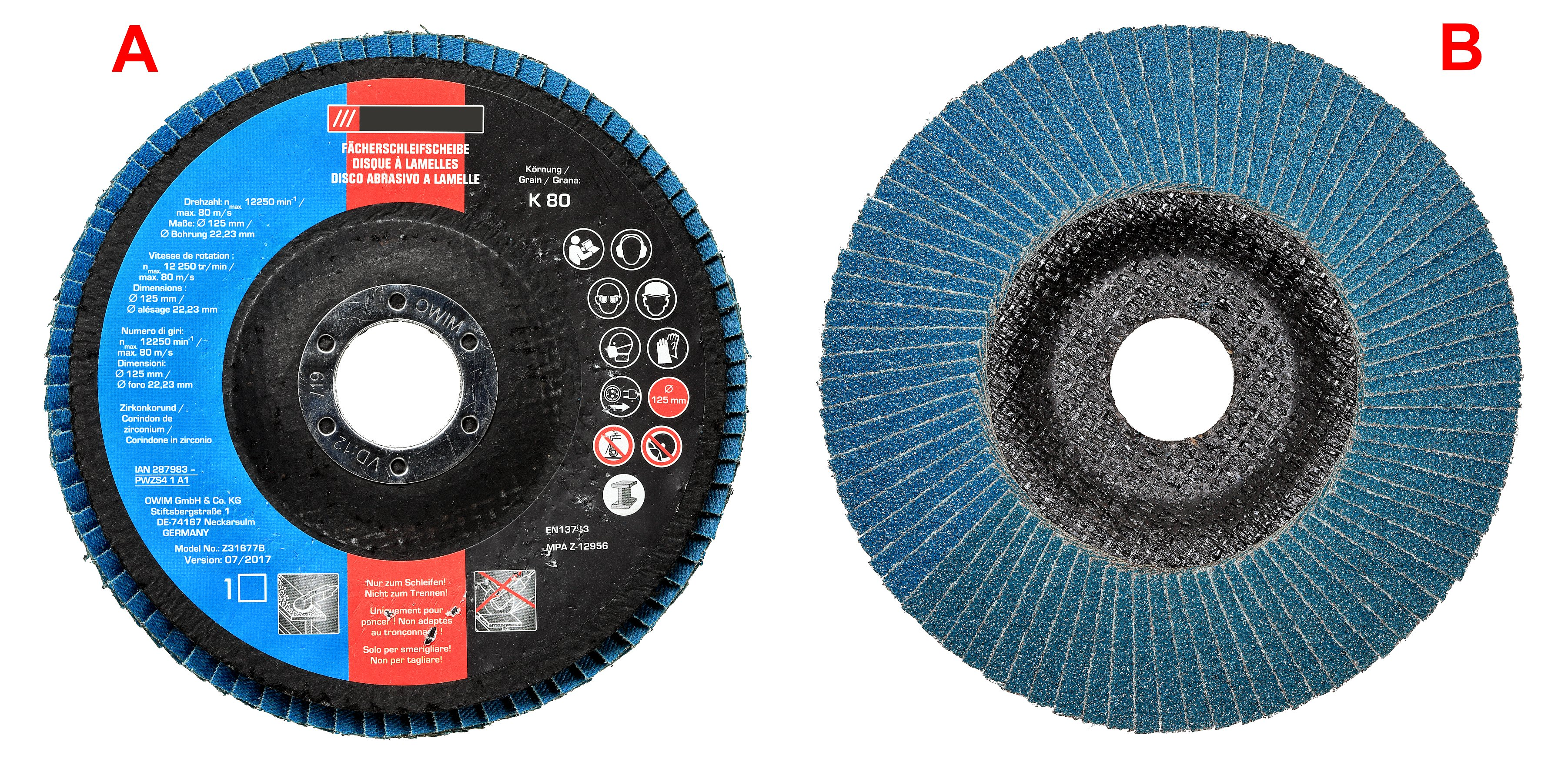
Fächerschleifscheibe, ⌀ 125 mm (für M14-Anschluss)

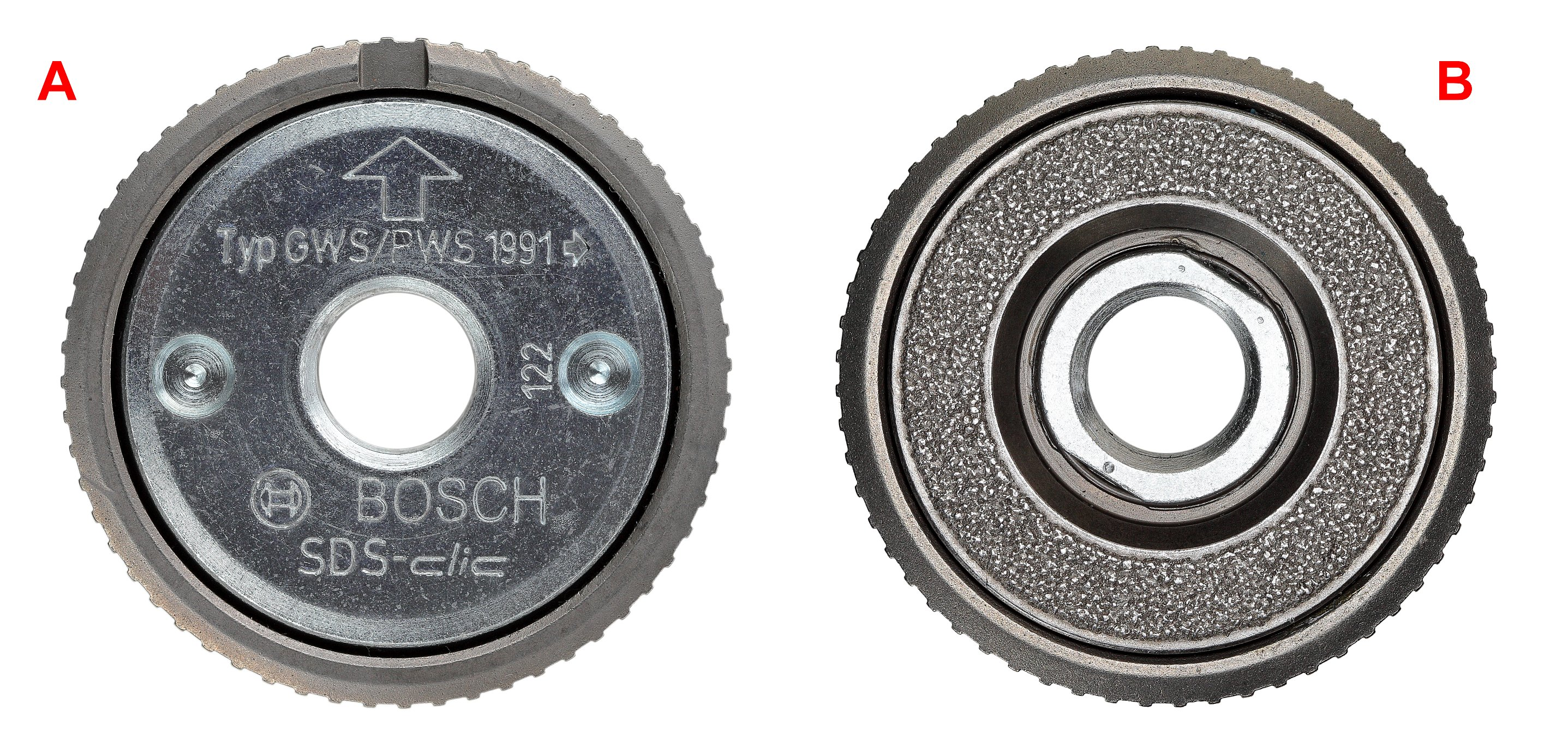
Schnellspannmutter (M14) für Winkelschleifer

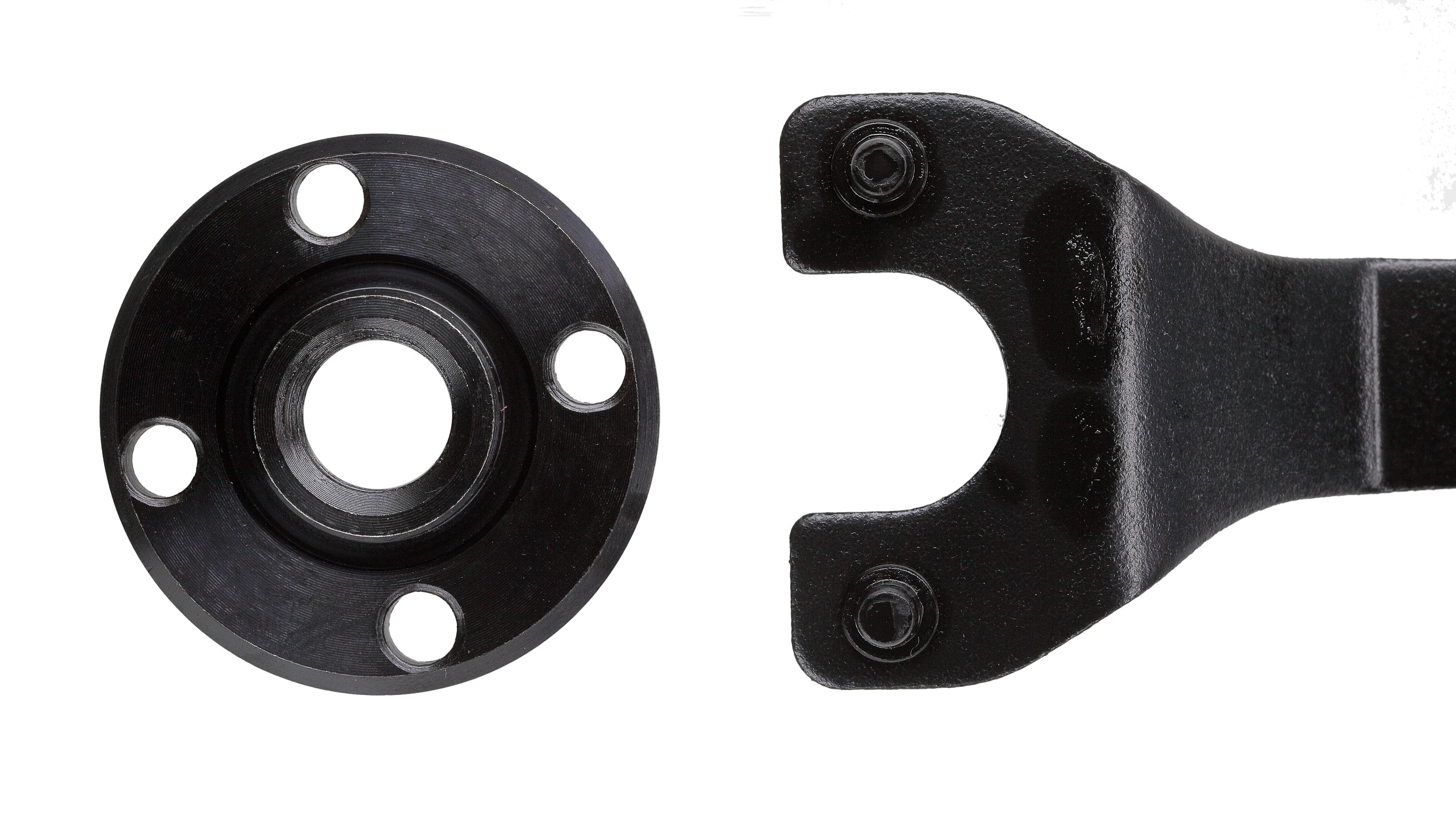
Spannmutter (M14) und Stirnlochschlüssel für Winkelschleifer

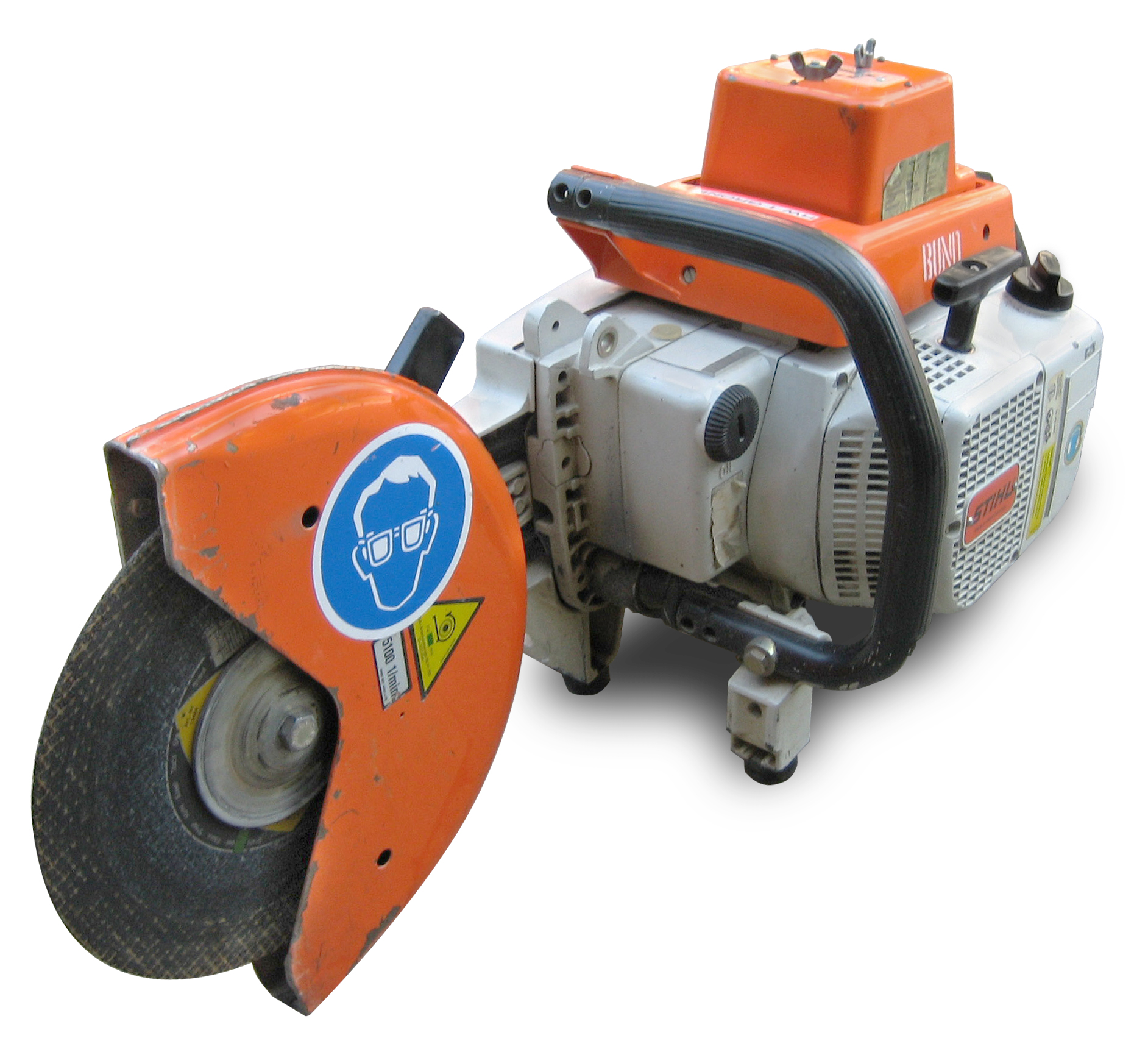
Benzinmotorbetriebener Trennschleifer

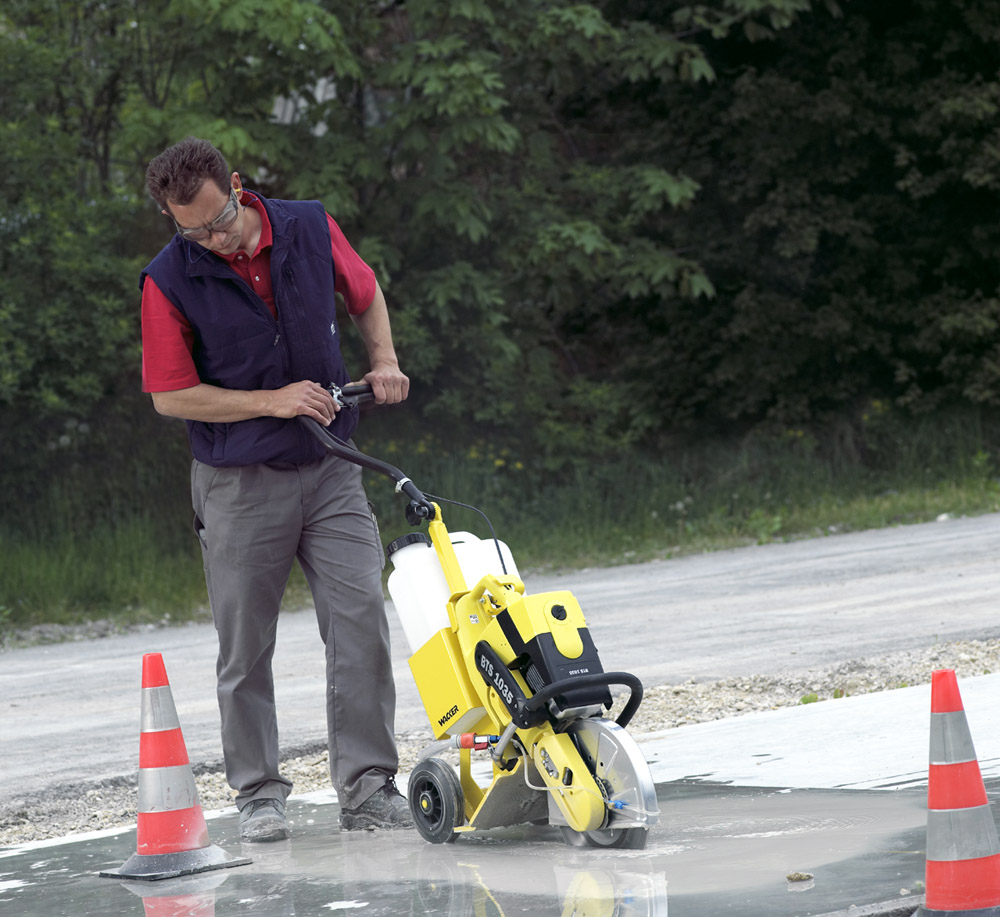
Straßenbauarbeiten mit Trennschleifer auf Führungswagen

Ein Trennschleifer ist eine meist elektrisch angetriebene Werkzeugmaschine mit einer schnell rotierenden runden Schleifscheibe, Schruppscheibe oder Trennscheibe.
Ein Trennschleifer dient zum Durchtrennen bzw. Zerteilen harter Werkstoffe wie Metalle, Stein, Beton, Ziegel und Fliesen sowie zur Oberflächenbearbeitung einer Vielzahl an Werkstoffen durch Schruppen (grobes Abtragen) und Schleifen. Typische Einsatzgebiete sind beispielsweise das Entgraten, Entrosten, das Schlichten von Schweißnähten sowie das Anpassen und die plastische Formgebung von Werkstücken aus Holz und anderen Materialien.
Übliche Ausführungen sind
- Winkelschleifer (Gattungsname Flex) mit einem Kegelradgetriebe zwischen Motorwelle und Spindel; meist mit Schrupp- und Trennscheiben mit 115 bis 230 mm Durchmesser verwendet.
- Geradschleifer ohne Winkelgetriebe. Bei ihnen befindet sich die Werkzeugaufnahme (Spannzange) unmittelbar auf der Motorspindel. Sie werden weniger zum flächigen als zum punktuellen Schleifen eingesetzt.
- Größere benzinbetriebene Trennschneider, in der Regel über einen Keilriemen angetrieben. Sie werden im Bauwesen zum Schneiden von Beton- und Asphaltflächen, im Gleisbau zum Trennen von Schienen und bei Feuerwehr und THW zusätzlich zur Twinsäge in Hilfseinsätzen verwendet.

Maschinen, die nur zum Schleifen eingesetzt werden, sind beispielsweise Handschleifmaschinen zur Steinbearbeitung oder Betonschleifer.

## Winkelschleifer

### Geschichte
Im Jahr 1954 wurde der elektrisch betriebene Winkelschleifer von Ackermann & Schmitt (seit 1996 Flex-Elektrowerkzeuge) eingeführt; ihr Markenname Flex wird im Deutschen als Gattungsname verwendet.
Seltener werden Trennschleifer auch als Trennhexe, Schleifhexe, Feuerradl oder Trennjäger (Markenname des ehemaligen Unternehmens Trennjaeger hauptsächlich für stationäre Trennmaschinen) bezeichnet.

### Funktion
Je nach Scheibendurchmesser entstehen bei gleicher Drehzahl unterschiedliche Geschwindigkeiten am Außendurchmesser, die sich auf die Schnittgeschwindigkeit, die Abtragsleistung beim Schleifen und die Wurfweite der abgetragenen Späne auswirken.
Die vorgesehene Schnittgeschwindigkeit am Umfang von kunstharzgebundenen sowie diamantbesetzten Trennscheiben liegt bei 80 m/s.
Handgeführte Winkelschleifer werden zur Verwendung mit Trennscheiben im Durchmesser von 100, 115, 125, 150, 180 und 230 mm angeboten. Die Höchst-Drehzahl der Geräte liegt somit bei rund 15.300, (12.500) 13.300, (11.000) 12.200, (8.500) 10.200, 8.500 und 6.600 Umdrehungen pro Minute (typische Werte in Klammern).
Werkzeuge zum Schleifen, Bürsten, Satinieren und Polieren werden in der Regel mit geringeren Drehzahlen betrieben. Geräte zum universellen Einsatz besitzen die Möglichkeit, die Drehzahl elektronisch zu variieren. Geräte, die speziell als Polier-, Bürsten- oder Satiniermaschinen bzw. zur Edelstahlbearbeitung angeboten werden, laufen mit geringerer Drehzahl als gewöhnliche Winkelschleifer und erreichen dafür in der Regel ein höheres Drehmoment (etwa durch eine kürzere Getriebeuntersetzung).

### Ausstattung
Einfache Winkelschleifer werden gewöhnlich mit Spannring, Spannmutter, Spannschlüssel und einer fest installierten Schutzhaube ausgeliefert, die den Funkenflug begrenzt und vor herumfliegenden Partikeln schützt.
Weitgehend durchgesetzt hat sich die Möglichkeit, die Spindel werkzeuglos arretieren zu können, so dass Trennscheiben und andere Werkzeuge mit dem Spannschlüssel festgezogen und wieder gelöst werden können, ohne die Spindel mit einem Schraubenschlüssel festhalten zu müssen.
Maschinen von Markenherstellern sind in der Regel mit einer werkzeuglos verstellbaren Schutzhaube ausgestattet. Manche Hersteller bieten unterschiedlich gestaltete Schutzhauben an. Schleifwerkzeuge werden nur einseitig sowie am Rand abgedeckt, während Hauben für Trennscheiben dreiseitig vor Funken- und Partikelflug schützen. Schutzhauben zur Bearbeitung von Werkstoffen unter Staubbildung besitzen einen Stutzen zum Anschluss eines Staubsaugers. Auch hier werden Modelle angeboten, die entweder zur Verwendung mit Trennscheiben oder mit Schleifwerkzeugen optimiert sind.
Weitere mögliche Ausstattungsmerkmale von Winkelschleifern sind:
- kabelloser Betrieb mit Akku
- Schnellspannsystem zur werkzeuglosen Montage von Schrupp- und Trennscheiben
- elektrische, seltener mechanische Bremse, die nach dem Ausschalten das Werkzeug innerhalb kurzer Zeit zum Stillstand bringt
- Wiederanlaufsperre, auch Unterspannungsauslöser, wird bei Spannungsabfall ausgelöst; Maschine kann auch nach Spannungswiederkehr nicht selbstständig anlaufen
- Drehzahlstabilisierung, welche die Drehzahl der Scheibe auch bei wechselnder Belastung ungefähr konstant hält.[4]
- Variable Drehzahleinstellung, um die Geschwindigkeit der Scheibe auf Werkstück und Scheibe anzupassen
- Autobalancer reduzieren die Vibrationen, indem sie die Unwucht der rotierenden Scheibe ausgleichen
- Griffe mit erhöhter Vibrationsdämpfung

### Werkzeugaufnahme
Die Abtriebswelle (Spindel) von Winkelschleifern besitzt ein Gewinde M14 × 2.0 sowie einen Absatz oder Bund als Anschlag für direkt aufgeschraubte Werkzeuge bzw. für Zwischenscheiben (auch als Spannscheibe bzw. Innenflansch bezeichnet) zur Verwendung mit flachen Schrupp- und Trennscheiben.
Schrupp- und Trennscheiben besitzen in der Regel ein konzentrisches Loch mit einem Durchmesser von 22,23 mm (7/8″), das von einer gegen Verdrehen gesicherten Spannscheibe zentriert und mit einer Spannmutter (auch als Gewindeflansch bzw. Außenflansch bezeichnet) reibschlüssig mit der Maschine verbunden wird.
Als Spannmutter dient entweder eine flache Mutter mit Innengewinde M14 × 2.0, die mit der Hand angezogen wird (die Drehrichtung der Maschine wirkt nachspannend) und mittels eines Stirnlochschlüssel gelöst werden kann, oder eine Schnellspannmutter für werkzeuglosen Wechsel.
- Schnellspannmuttern werden mit der Hand angezogen, haben aber eine größere Bauhöhe.
- Flache Schnellspannmuttern besitzen einen kleinen aufklappbaren Bügel, mit dessen Hilfe die Mutter per Hand angezogen werden kann.
- Das X-Lock-System kann nur mit dazu passenden Scheiben verwendet werden, da diese formschlüssig und nur in der vorgegebenen Laufrichtung an der Maschine montiert werden.[5] Die Scheiben des X-Lock-Systems lassen sich auch auf Maschinen mit M14-Gewinde befestigen, aber nicht umgekehrt.[6]
- Beim QuickIN-Schnellspannsystem wird zunächst eine flache Spannmutter handfest eingeschraubt und anschließend über den Spannhebel an der Oberseite der Maschine angezogen und später zum Werkzeugwechsel wieder gelockert. Werkzeuge mit M14-Innengewinde können nur über ein Adapterstück montiert werden.

### Anwendungsbereich und Werkzeuge
Schrupp- und Trennscheiben zur Bearbeitung von Stahl werden von den meisten Herstellern durch einen flächigen blauen Aufdruck und Scheiben zur Bearbeitung von Stein mit einem flächig grünen Aufdruck gekennzeichnet.
Je nach Material des Werkstücks und Zweck kommen angepasste Werkzeuge (Scheiben) zur Anwendung:
- Trennscheiben aus Edelkorund dienen zum Trennen von Metall, solche aus Siliziumcarbid zum Trennen von Stein. Scheiben zum Trennschleifen von NiRo-Stahl sind frei von Eisen, Schwefel und Chlor (jeweils < 0,1 %) hergestellt, um die Rostfreiheit zu erhalten. Das Korn von Scheiben für Aluminium wird durch weiche Metalle nicht zugesetzt.
- Diamantbelegte Trennscheiben zum Trennen von Naturstein, Beton und Keramik (z. B. Pflastersteine und Fliesen).
- Schruppscheiben aus Edelkorund zum Bearbeiten von Metall und Stein (z. B. Schweißnähte säubern, Kanten brechen).
- Fächerscheiben zum Abschleifen (Flächen- und Kantenschliff) oder Polieren
- Schleifteller mit fest aufgebrachtem Schleifkorn oder aufgelegtem Schleifmittel (Fiberscheibe, ähnlich wie Schleifpapier) mit Klemmung bzw. Klettbefestigung z. B. zum groben Entrosten von Metall, Entfernen dicker alter Lackschichten, Glätten von grobem Holz usw.
- Drahtbürsten in Topf- oder Scheibenform, auch in gezopfter Ausführung aus HSS-Draht, dienen zum Entrosten und Säubern sowie zur Schweiß- und Lötvorbereitung. Bürsten mit Schleifborstenbesatz werden zum Entgraten sowie zur Holzbearbeitung eingesetzt und meist mit verminderter Drehzahl betrieben.
- Fellscheiben zum Polieren (mit reduzierter Drehzahl).
- Fräs-, Schnitz- und Raspelscheiben zur freihändigen Holzbearbeitung. Schnitzscheiben sind häufig mit zwei bis sechs Hartmetall-Zähnen bzw. -Schneiden bestückt oder mit Kettensägegliedern umspannt.

#### Trenn- und Schruppscheiben
Die gängigsten Scheiben haben einen Außendurchmesser von 100, 115, 125, 150, 178/180 oder 230 mm. Akku-Winkelschleifer werden auch mit 76 mm Scheiben angeboten.
Übliche kunstharzgebundene Trenn- und Schruppscheiben werden durch Gewebeeinlagen verstärkt.
Bei den 1–3 mm starken Trennscheiben wird nur die Kante zum Bearbeiten des Werkstücks genutzt, um das seitliche stabilisierende Glasfasergewebe nicht abzunutzen. Schruppscheiben ähneln Trennscheiben, sind jedoch rund 6 mm stark, da sie um eine zusätzliche seitliche Nutzschicht verstärkt werden und häufig mehr als 2 Schichten Glasfasergewebe enthalten.
Zum Schleifen können neben Schruppscheiben auch Fiberscheiben oder Fächerscheiben verwendet werden. Mit Fiberscheiben lässt sich ein größerer Abtrag erzielen. Sie verschleißen jedoch schneller. Fächerscheiben ergeben in der Regel ein gleichmäßigeres Schliffbild.
Scheiben bis 200 mm Durchmesser und Kunstharzbindung sind für Umfangsgeschwindigkeiten bis 50 m/s geeignet. Bei faserverstärkter Kunstharzbindung können sie bis 80 m/s eingesetzt werden. Eine Kennzeichnung mit Farbstreifen ist zulässig, dabei steht blau für ≤ 50 m/s gelb für ≤ 63 m/s und rot für ≤ 80 m/s.
Neben der zulässigen Umfangsgeschwindigkeit oder Drehzahl werden seit einigen Jahren auch das Produktionsdatum oder ein Verwendbarkeitsdatum auf der Scheibe angegeben.
Scheiben mit Kunstharzbindung sollten in der Regel innerhalb von drei Jahren nach Herstellung verwendet werden. Beim Lagern ist zu beachten, dass Sonneneinstrahlung das Bindemittel altern lässt und Magnesit in der Bindung durch Feuchtigkeit angegriffen wird.
Scheiben mit keramischer Bindung können durch eine Klangprobe auf einen rissfreien Zustand geprüft werden.

### Arbeitssicherheit
Bei der Arbeit sollen Winkelschleifer immer mit beiden Händen gehalten werden.
Dies gilt insbesondere für Schnitz- und Frässcheiben, die bedeutende Verletzungen hervorrufen können und rückschlaggefährdet sind. Kreissägeblätter dürfen nur auf speziellen Geräten mit Führungsschlitten und Abdeckung des Sägeblatts verwendet werden.
Die Schutzhaube fängt nicht nur vom Werkstück abgelöste Partikel ab, sondern auch Fragmente einer geborstenen Trenn- oder Schruppscheibe sowie Drähte, die sich aus rotierenden Drahtbürsten lösen.

#### Schutzausrüstung
Die Berufsgenossenschaft Holz und Metall (BGHM) empfiehlt als persönliche Schutzausstattung beim Arbeiten mit Winkelschleifern:
- Schwer entflammbare Bekleidung (schleiffunkenbeständig)
- Sicherheitsschuhe
- Schutzhandschuhe (Schutz gegen Funkenflug)
- Gehörschutz
- Eine allseits anliegende Schutzbrille (Korbbrille oder ähnlich)

#### Arbeiten mit dem Winkelschleifer
Für die Arbeit und Arbeitsumgebung gibt die BGHM folgende Empfehlungen:
- Beim Umgang mit Aluminium oder Magnesium und -legierungen besteht Brand- und Explosionsgefahr, da die Schleif- und Polierstäube entzündbar bzw. selbstentzündlich sind. Eine dafür geeignete Absaugung und Lagerung wird empfohlen.[12]
- Werkstücke sind einzuspannen. Den Anteil der Unfälle, bei denen das Werkstück mit einer Hand gehalten wird, beziffert die BGHM auf 40 %.
- Gebundene Schleifscheiben sollten mit einer beidseitig abdeckenden Schutzhaube verwendet werden.
- Winkelschleifer sollten mit Autobalancer und Anti-Vibrationshandgriff ausgestattet sein. Es sollte nicht ohne Schutzhaube gearbeitet werden, denn diese ist nicht nur im Falle des Zerplatzens der Scheibe ein wichtiges Teil.

Bei gewerblich eingesetzten Winkelschleifern ist eine regelmäßige Sicherheitsüberprüfung nach Betriebssicherheitsverordnung auf Basis der VDE-Vorschriften vorgeschrieben. Der Arbeitgeber hat nach dem Arbeitsschutzgesetz und dem Betriebssicherheitsverordnung für die sichere Verwendung von Arbeitsmitteln Sorge zu tragen.
Beim Trockenbearbeiten von Stein und Beton ist aufgrund der starken Staubentwicklung eine geeignete Absaugung sinnvoll. Eine Alternative dazu ist das Nasstrennen, für das die Bauweise und Schutzart des Winkelschleifers jedoch geeignet sein muss.
Für den Einsatz in Unternehmen sind Maschinen mit Wiederanlaufschutz (Unterspannungsauslöser) zu verwenden. Damit wird zum Beispiel erreicht, dass die mit eingerastetem Netzschalter nach einer Netzunterbrechung arglos abgelegte Maschine bei Netzwiederkehr nicht von allein anläuft.
Hersteller bzw. Inverkehrbringer in der EU sind verpflichtet, bei Elektrogeräten die Übereinstimmung mit EU-Recht mittels CE-Kennzeichnung zu bestätigen. Bei Trennschleifern ist die Maschinenrichtlinie maßgebend für die Konformität. Die Niederspannungsrichtlinie (zum Beispiel Funkentstörung, elektrische Sicherheit) muss ebenfalls erfüllt sein.
Beim Arbeiten mit Winkelschleifern entsteht Schleifstaub. Insbesondere beim Schleifen von Stahl und Gusseisen werden glühende bzw. brennende Partikel weggeschleudert (Funkenflug). Wenn diese heißen Partikel in größerer Menge konzentriert auf brennbares Material auftreffen, besteht Brandgefahr, beim Auftreffen auf Glas- oder Keramikflächen (z. B. Fliesen) Einbrandgefahr. Ebenso können glühende Partikel in Spalten oder Hohlräume gelangen und dort zu Schwelbränden führen, die unter Umständen unerkannt bleiben oder manchmal erst nach Stunden zu einem offenen Brand führen.